# Mendenhall
Mendenhall es una ciudad del Condado de Simpson, Misisipi, Estados Unidos. Según el censo de 2000 tenía una población de 2.555 habitantes y una densidad de población de 185.4 hab/km².

## Demografía
Según el censo de 2000, había 2.555 personas, 938 hogares y 666 familias residiendo en la localidad. La densidad de población era de 185,4 hab./km². Había 1.039 viviendas con una densidad media de 75,4 viviendas/km². El 71,23% de los habitantes eran blancos, el 27,98% afroamericanos, el 0,04% amerindios, el 0,12% asiáticos, el 0,08% de otras razas y el 0,55% pertenecía a dos o más razas. El 1,02% de la población eran hispanos o latinos de cualquier raza.
Según el censo, de los 938 hogares en el 31,9% había menores de 18 años, el 50,0% pertenecía a parejas casadas, el 16,7% tenía a una mujer como cabeza de familia y el 28,9% no eran familias. El 25,4% de los hogares estaba compuesto por un único individuo y el 14,2% pertenecía a alguien mayor de 65 años viviendo solo. El tamaño promedio de los hogares era de 2,54 personas y el de las familias de 3,04.
La población estaba distribuida en un 25,7% de habitantes menores de 18 años, un 9,2% entre 18 y 24 años, un 26,2% de 25 a 44, un 20,5% de 45 a 64 y un 18,3% de 65 años o mayores. La media de edad era 37 años. Por cada 100 mujeres había 88,3 hombres. Por cada 100 mujeres de 18 años o más, había 85,7 hombres.
Los ingresos medios por hogar en la localidad eran de 26.944 dólares ($) y los ingresos medios por familia eran 32.656 $. Los hombres tenían unos ingresos medios de 30.335 $ frente a los 17.328 $ para las mujeres. La renta per cápita para la ciudad era de 14.340 $. El 26,0% de la población y el 23,6% de las familias estaban por debajo del umbral de pobreza. El 36,3% de los menores de 18 años y el 12,9% de los habitantes de 65 años o más vivían por debajo del umbral de pobreza.

## Geografía
Según la Oficina del Censo de los Estados Unidos, Mendenhall tiene un área total de 13,8 km² de los cuales 13,8 km² corresponden a tierra firme y 0,1 km² a agua. El porcentaje total de superficie con agua es 0,37%.